# Metasia gigantalis
Metasia gigantalis is een vlinder uit de familie van de grasmotten (Crambidae), uit de onderfamilie van de Spilomelinae. De wetenschappelijke naam van deze soort is voor het eerst voorgesteld als Stenia carnealis var. gigantalis door Otto Staudinger in een publicatie uit 1871.
De soort komt voor in Sicilië, de Balkan, Turkije, Cyprus en Libanon.